# Ferry Corsten
Ferry Corsten, född 4 december 1973 i Rotterdam, Nederländerna, är en nederländsk skivproducent, DJ och remixare. Han räknas som en av trancegenrens pionjärer.

## Biografi
Corsten började arbeta som musiker 1991, till en början med produktion av gabbermusik, senare med house- och trancemusik. 1999 producerade han låten Out of the Blue, som blev en hit på dansgolven världen över. Hans växande popularitet under slutet av 1990-talet ledde till samarbete med många andra kända trance-DJ:ar och musiker, som DJ Tiësto under namnen ”Gouryella” (han medverkade på tre av de fyra existerande Gouryella-låtarna, men lämnade senare projektet) och ”Vimana”, Vincent de Moor under namnet ”Veracocha” och Robert Smit under namnet ”Starparty”. 1999 Valdes Corsten till ”Årets producent” vid Ericsson Muzik Award i London. 2000 fick han pris för ”Bästa remix” för sin remix på William Orbits Barber’s Adagio For Strings vid Dancestar 2000.
1997 grundade Corsten och Robert Smit skivbolaget Tsunami med det tyska företaget Purple Eye Entertainment. Corsten medverkade även i produktionen av den storsäljande trancemusikskivserien Trance Nation tillsammans med Ministry of Sound.
I och med släppet av Punk så markerad Ferry en, för honom, helt ny musikalisk inriktning, när han började använda ljud med starka electrohouse/electroclash-influenser. Denna inriktning behölls i uppföljaren Rock your body rock. Dessa två låtar återfinns på albumet Right of Way. Han har dock inte övergivit de klassiska tranceinfluenserna helt, utan släpper fortfarande låtar som påminner mer om hans tidiga verk, även om hans senaste album L.E.F Loud, Electronic and Ferocious är väldigt electroclash-influerat.

### Alias
”A Jolly Good Fellow”, ”Albion”, ”Bypass”, ”Dance Therapy”, ”Digital Control”, ”Eon”, ”Exiter”, ”Ferr”, ”Firmly Underground”, ”Free Inside”, ”Funk Einsatz”, ”Kinky Toys”, ”Moonman”, ”Party Cruiser”, ”Pulp Victim”, ”Raya Shaku”, ”Sidewinder”, ”System F”. 

## Diskografi

### Album (solo)
- 1996 – Looking Forward (som Ferr, med John Matze)
- 2001 – Out of the Blue (som System F)
- 2003 – Right of Way
- 2003 – Together (som System F)
- 2006 – L.E.F Loud, Electronic and Ferocious
- 2008 – Twice in a Blue Moon

### Singlar (solo)
- 1994 – Underground (som Free Inside)
- 1995 – Never Felt (som Free Inside)
- 1995 – Dancing Sparks (som A Jolly Good Fellow)
- 1995 – Eyes in the Sky (som Exiter)
- 1996 – Killer Beats (som A Jolly Good Fellow)
- 1996 – My Bass (som A Jolly Good Fellow)
- 1996 – Cyberia (som Bypass)
- 1996 – Legend (som Ferr)
- 1996 – Midnight Moods / NightTime Experience (som Ferr)
- 1996 – Don't Be Afraid (som Moonman)
- 1996 – Galaxia (som Moonman)
- 1996 – The Rising Sun (som Raya Shaku)
- 1997 – The World (som Pulp Victim)
- 1997 – Dreams Last For Long (som Pulp Victim)
- 1997 – I'm Losing Control (som Pulp Victim)
- 1997 – First Light (som Moonman)
- 1997 – Carpe Diem (som Kinky Toys)
- 1997 – Somewhere Out There (som Kinky Toys)
- 1997 – Stardust (som Ferr)
- 1997 – Hide & Seek (som Firmly Underground)
- 1997 – The Lizard (som Exiter)
- 1997 – Reach for the Sky (som Albion)
- 1998 – Air (som Albion)
- 1999 – Out of the Blue (som System F)
- 1999 – Mindsensations (som Sidewinder)
- 1999 – Don’t Be Afraid ’99 (som Moonman)
- 2000 – Cry (som System F, med Robert Smit)
- 2000 – Air 2000 (som Albion)
- 2000 – Unplugged, Mixed & Motion (som System F, med Robert Smit)
- 2000 – Dreams Last For Long (som Digital Control)
- 2001 – Dance Valley Theme 2001 (som System F)
- 2001 – My Dance (som Funk Einsatz)
- 2001 – Exhale (som System F, med Armin van Buuren)
- 2001 – Soul On Soul (som System F, med Marc Almond)
- 2002 – Needle Juice (som System F)
- 2002 – Punk
- 2002 – We Came (med Dj Tiesto)
- 2002 – Solstice (som System F)
- 2003 – Indigo
- 2003 – Rock Your Body Rock
- 2003 – Spaceman (som System F)
- 2004 – Believe the Punk (med Lange)
- 2004 – Everything Goes
- 2004 – It's Time
- 2004 – Right of Way
- 2004 – Sweet Sorrow
- 2004 – Ignition, Sequence, Start! (som System F)
- 2005 – Holding On
- 2005 – Reaching Your Soul (som System F)
- 2005 – Startraveller
- 2006 – Fire

### Samproduktion
- ”Gouryella” (med DJ Tiesto, singlar)
  - 1999 – Walhalla
  - 1999 – Gouryella
  - 2000 – Tenshi
  - 2002 – Ligaya (utan DJ Tiesto men med John Ewbank)

- ”Veracocha” (med Vincent De Moor, singlar)
  - 1999 – Carte Blanche

- ”Alter Native” (med Robert Smit, singlar)
  - 1995 – Joy Factory
  - 1996 – I Feel Good
  - 1997 – The Warning

- ”Blade Racer” (med Robert Smit, singlar)
  - 1996 – Master Blaster Party

- ”Double Dutch” (med Robert Smit, singlar)
  - 1998 – Here We Go...!

- ”Elektrika” (med Robert Smit, singlar)
  - 1998 – It Makes Me Move

- ”Roef” (med Robert Smit, singlar)
  - 1997 – Outthere

- ”Scum” (med Robert Smit, singlar)
  - 1994 – Your Gun

- ”Selected Worx” (med Robert Smit, singlar)
  - 1998 – Volume 1

- ”Sons of Aliens” (med Robert Smit)
  - 1994 – Intruders EP (album)
  - 1994 – Welcome To Dew.Lokh (album)
  - 1995 – In Love EP (singel)

- ”Starparty” (med Robert Smit, singlar)
  - 1997 – I’m In Love

- ”Discodroids” (med Peter Nijborn, singlar)
  - 1996 – The Show
  - 1997 – Interspace
  - 1998 – Energy

- ”Fernick” (med Nick Kazemian, singlar)
  - 1996 – What Would You Like Me To Do

- ”Mind To Mind” (med Piet Bervoets, singlar)
  - 1992 – Zen
  - 1997 – Music Is My Life

- ”Nixieland” (med Piet Bervoets, singlar)
  - 1998 – All I Need, All I Want

- ”Project Aurora” (med Lucien Foort & Ron Matser, singlar)
  - 1999 – Sinners

- ”Soundcheck” (med Andre Van Den Bosch, singlar)
  - 1999 – Minddrive

- ”Spirit of Adventure” (med Robert Smit, John Matze & René de Ruijter)
  - 1991 – Spirit of Adventure

- ”The Tellurians” (med Robert Smit, John Matze & René de Ruijter)
  - The Navigator
  - 1992 – Illustrator E.P.
  - 1998 – Space is the Place
  - 1999 – Danca Alderbaran

- ”Zenithal” (med René de Ruijter)
  - 1992 – Sssshhhht EP
  - 1996 – Alasca (singel)